# Ieva Lagūna
Ieva Lagūna (6 de junio de 1990) es una modelo letona. Lagūna es conocida por su participación en el Victoria's Secret Fashion Show y por su trabajo con Vogue.

## Biografía y carrera
Lagūna nació en Saldus, Letonia y empezó su carrera como modelo en 2007 cuando fue descubierta durante un festival en Riga por el fundador de DANDY model management. Más tarde firmó un contrato con WOMEN model management en Milán. Su debut en la pasarela fue en la Semana de la moda de Londres en la temporada primavera 2008 celebrando el aniversario de Burberry. En 2008 también fue contrada por la agencia SUPREME Model Management en Nueva York, lo que le abrió las puertas a la moda internacional.  
En 2009 figuró en las editoriales de Another Magazine y Pop Magazine en la temporada otoño/invierno. Ese mismo año apareció en un anuncio de Topshop y de Fred Perry como parte de la campaña navideña.
En 2010 hizo su primer trabajo editorial con Vogue en la edición británica de febrero. Ese mismo año apareció en las ediciones alemana, rusa, española y japonesa. Además, figuró en editoriales de Interview Magazine, Exit Magazine, Russh, Wonderland Magazine, H&M y Love Magazine. Apareció en anuncios de Chanel, American Eagle, Rene Lezard, Benetton y Stefanel. Su primer catálogo fue para Gucci y desfiló para DKNY.
En 2011 apareció otra vez en Vogue España y Vogue Alemania como también en Vogue Grecia, además de en Viktor Magazine, Flair, S Moda de El País, en French Revue de Modes (Night Birds), V Magazine y Marie Claire Italia. Figuró en anuncios de Carolina Herrera, Hervé Léger, MCM, Le Chateau Holiday y Halston. Entre sus catálogos se incluyeron H&M temporada invierno y Chanel (Northern Women). Este año debutó en la pasarela del Victoria's Secret Fashion Show.
En 2012 hizo su primera portada en enero, para Velvet Magazine, le siguieron Harper's Bazaar Reino Unido en marzo y abril, Harper's Bazaar España en mayo Harper's Bazaar Turquía en junio, Viktor Magazine, Elle Reino Unido, Elle Rusia, Elle Suecia, 10 Magazine, L'Officiel Paris y Vogue Italia. Desfiló, entre otros, para Monique Lhuillier, Michael Kors e hizo anuncios para Coccinelle, Hervé Léger y Coach. Entre sus catálogos destaca Esprit en la temporada otoño/invierno. Además, volvió a la pasarela del Victoria's Secret Fashion Show 2012.
En 2013 apareció en la portada de Marie Claire Italia, Sur Magazine, Marie Claire Estados Unidos, Deluxe y Please Magazine. Desfiló para Gant, Stella McCartney, Helmut Lang, Tory Burch, Ralph Lauren, Tom Ford, Bottega Veneta, Moschino, Nina Ricci, Dries Van Noten y Giorgio Armani, entre otros. Hizo catálogos para Max Mara, Free People y Madewell. Desfiló por tercera vez en el Victoria's Secret Fashion Show 2013.
En 2014 comenzó desfilando para Cushnie, Jason Wu, Reem Acra, Thomas Maier, Patrizia Pepe, Philosophy y Kenneth Cole. Realizó anuncios para Dior, Hugo Boss y Calvin Klein. Apareció por primera vez en Vogue Brasil, Schön Magazine y Harper's Bazaar Estados Unidos, y repitió en Vogue Rusia. Apareció por cuarta vez consecutiva en el Victoria's Secret Fashion Show 2014.
En 2015 apareció en la portada de marzo de "The Sunday Times Style Magazine" Reino Unido, Violet Book, Elle Francia, Elle Estados Unidos, Harper's Bazaar China, No TOFU Magazine y Vogue México. Realizó anuncios para River Island, Calvin Klein, Daks y LOFT como también apareció en un catálogo de Thomas Maier.
En 2016 apareció en la editorial de Harper's Bazaar Kazajistán y Reino Unido.